# Lust for Life (píseň, Iggy Pop)
„Lust for Life“ je píseň amerického zpěváka Iggyho Popa. Jejím spoluautorem je anglický zpěvák David Bowie, který zároveň produkoval původní nahrávku. Původně vyšla v srpnu roku 1977 na stejnojmenné desce. V říjnu toho roku vyšla jako singl, přičemž na jeho B-straně se nacházela skladba „Success“. V roce 1996 byla píseň použita ve filmu Trainspotting. Roku 2017 byla píseň použita i v jeho sequelu T2 Trainspotting. Velšský zpěvák Tom Jones vydal coververzi písně na své desce Reload (1999). Časopis Rolling Stone zařadil píseň „Lust for Life“ na 149. příčku svého žebříčku 500 nejlepších písní všech dob.